# Brasília Vôlei Esporte Clube 2015-2016
Questa voce raccoglie le informazioni riguardanti il Brasília Vôlei Esporte Clube nella stagione 2015-2016.

## Organigramma societario
Area direttiva
- Presidente: Leila de Barros
- Segretaria: Emme Geice

Area tecnica
- Allenatore: Manu Arnaut
- Assistente allenatore: Inácio Júnior
- Scoutman: Aguinaldo Francisco

Area sanitaria
- Medico: Paulo Lobo
- Preparatore atletico: Lucas Tessutti
- Fisioterapista: Daniel Hideki, Walisson Uaqui
- Massaggiatore: Álvaro de Cássio

## Rosa
| N° | Nome                | Ruolo | Data di nascita   | Nazionalità sportiva |
| -- | ------------------- | ----- | ----------------- | -------------------- |
| 1  | Roberta da Silva    | C     | 6 giugno 1984     | Brasile              |
| 3  | Mácris Carneiro     | P     | 3 marzo 1989      | Brasile              |
| 4  | Paula Pequeno       | S     | 22 gennaio 1982   | Brasile              |
| 5  | Natália Martins     | C     | 11 dicembre 1984  | Brasile              |
| 6  | Vitória Trindade    | L     | 29 maggio 1995    | Brasile              |
| 7  | Vivian Pellegrino   | C     | 31 maggio 1985    | Brasile              |
| 8  | Michelle Duarte     | P     | 26 dicembre 1981  | Brasile              |
| 9  | Ana Paula de Moraes | P     | 30 giugno 1987    | Brasile              |
| 10 | Wélissa Gonzaga     | L     | 9 settembre 1982  | Brasile              |
| 12 | Sara da Silva       | S/O   | 29 aprile 1994    | Brasile              |
| 13 | Bárbara Bruch       | C/O   | 28 maggio 1987    | Brasile              |
| 14 | Letícia Linhares    | P     | 25 settembre 1997 | Brasile              |
| 16 | Amanda Francisco    | S     | 16 agosto 1988    | Brasile              |
| 17 | Kasiely Clemente    | S     | 6 dicembre 1993   | Brasile              |
| 18 | Domingas de Araújo  | S     | 9 settembre 1994  | Brasile              |

## Statistiche

### Statistiche delle giocatrici
| Giocatrice     | Superliga Série A | Superliga Série A | Superliga Série A | Superliga Série A | Superliga Série A |
| Giocatrice     | P                 | PT                | AV                | MV                | BV                |
| -------------- | ----------------- | ----------------- | ----------------- | ----------------- | ----------------- |
| B. Bruch       | 21                | 221               | 170               | 38                | 13                |
| M. Carneiro    | 24                | 55                | 19                | 19                | 17                |
| K. Clemente    | 17                | 70                | 57                | 7                 | 6                 |
| R. da Silva    | 21                | 214               | 141               | 59                | 14                |
| S. da Silva    | 22                | 59                | 44                | 8                 | 7                 |
| D. de Araújo   | 18                | 109               | 97                | 9                 | 3                 |
| A.P. de Moraes | 23                | 0                 | 0                 | 0                 | 0                 |
| M. Duarte      | 0                 | 0                 | 0                 | 0                 | 0                 |
| A. Francisco   | 20                | 155               | 138               | 10                | 7                 |
| W. Gonzaga     | 24                | 1                 | 1                 | 0                 | 0                 |
| L. Linhares    | -                 | -                 | -                 | -                 | -                 |
| N. Martins     | 16                | 72                | 54                | 16                | 2                 |
| P. Pequeno     | 24                | 321               | 284               | 28                | 9                 |
| V. Pellegrino  | 24                | 191               | 126               | 47                | 18                |
| V. Trindade    | 7                 | 0                 | 0                 | 0                 | 0                 |

P = presenze; PT = punti totali; AV = attacchi vincenti; MV = muri vincenti; BV = battute vincenti

NB: Non sono disponibili i dati relativi alla Coppa del Brasile.